# Morrissey
Steven Patrick Morrissey (Davyhulme, Lancashire, 1959. május 22. –) ír származású angol énekes-szövegíró, a brit és amerikai indie zene egyik meghatározó, kultikus figurája. Rövid zene- kritikusi pályakezdés után, utazást tett a punk világába a The Nosebleeds nevű, nem túl sikeres zenekarban. A brit alternatív rockzenei életben Johnny Marr-ral történt találkozása után robbant be a The Smiths nevű legendás formáció megalakítása után. Az együttes 1987-es feloszlása után, Morrissey szólókarrierbe kezdett, ami a The Smiths Jangle Pop hangzását folytatta.Morrissey szólóalbumai kivétel nélkül bekerültek az Angol slágerlista Top 10-be. Széles körben elismerten az alternatív rock egyik megújító figurája, a New Musical Express szerint egyike "a legmeghatározóbb művészeknek". Az Independent azt írta róla "a legtöbb művész halála után válik ikonná, neki ez sikerült életében".
Morrissey szarkasztikus, sokszor irodalmi szövegei a magányról, elhagyatottságról, a hagyományok fogságáról- kiegészülve egyedi énekstílusával az Alternatív rock meghatározó alakjává tették. Nem mindennapi megnyilatkozásai, és elkötelezett vegetáriánus meggyőződése, kiegészülve harcos állatvédelemmel, gyakran a sajtó céltábláivá tette.

## Biográfia
Steven Patrick Morrissey a Park kórházban született (mai neve Trafford General Hospital) Davyhulme Urmston, Lancashire 1959. május 22-én. Édesapja, Peter Morrissey kórházi recepciós, édesanyja Elizabeth Dwyer könyvtáros, akik Morrissey születése előtt Írországból emigráltak Angliába idősebb testvérével együtt /Jackie/. Morrissey a Harper streeten nőtt fel Hulme Manchesterben. 1965-ben a család átköltözött a Queens Square-re. Erős érzelmi kötődés alakult ki édesanyjával, mely egész életében megmaradt. Az édesapjával azonban komoly konfliktusok jelentek meg.

## Diszkográfia
| Megjelenés | Cím                                  |
| ---------- | ------------------------------------ |
| 1988       | Viva Hate                            |
| 1991       | Kill Uncle                           |
| 1992       | Your Arsenal                         |
| 1994       | Vauxhall and I                       |
| 1995       | Southpaw Grammar                     |
| 1997       | Maladjusted                          |
| 2004       | You Are the Quarry                   |
| 2006       | Ringleader of the Tormentors         |
| 2009       | Years of Refusal                     |
| 2014       | World Peace Is None of Your Business |
| 2017       | Low in High School                   |
| 2019       | California Son                       |